# Gemeinde Kostel (Slowenien)
Die Gemeinde Kostel (slowenisch: Občina Kostel, deutsch: Grafenwarth in der Unterkrain) ist eine Gemeinde in der Region Dolenjska (Unterkrain) in Slowenien. Sie trägt den Namen ihres Hauptortes Kostel.
Die aus 54 Ortschaften und Weilern bestehende Gemeinde liegt im Süden Sloweniens an der Kolpa (dt. Kulpa), die gleichzeitig die Grenze zu Kroatien bildet.

## Burg Kostel (Grafenwarth)
Bekannt ist Kostel durch die ursprünglich zweitgrößte Burganlage Sloweniens. Die Burg wurde 1336 erstmals urkundlich erwähnt (als Castrum Grauenwarth) und steht auf einem Felsen über dem Kolpatal Im Jahre 1808 bzw. 1809 wurde sie von den Franzosen zerstört und nicht wieder aufgebaut. Allein die sog. Niedere Burg wurde später wieder erneuert. Im Jahre 1943 wurde die Burg schließlich von den Partisanen niedergebrannt. Seit dem Jahre 1999 steht die Burg als Denkmal von nationaler Bedeutung unter Schutz. Die Anlage ist auch als archäologischer Fundort (Keramiken, Tongeschirr) interessant.
Die Anlage besteht aus der Oberen (Zgornji grad) und Niederen Burg (Spodnji grad), der Kirche der Hl. Drei Könige und der Siedlung Trg (deutsch: Markt) innerhalb der Burgmauern, die noch erhalten geblieben sind. Frühere Eigentümer der Burg waren die Ortenburger. Nach dem Tod des Grafen Friedrichs II. im Jahre 1418 fiel es an die Grafen von Cilli, welche die Burg erweitert haben und in Grauenwarth umbenannt haben. Sie bauten eine zwei Meter breite Befestigungsmauer mit fünf Türmen. Die Festung diente zum Schutz ihrer krainer und cillier Besitzungen sowie später zur Abwehr gegen die Türken. Somit war sie ein Teil der Militärgrenze. Die Türken griffen Kostel, das auf einer deren wichtigsten Einfallsrouten lag, erstmals im Jahre 1476 an. Nach dem Tod des letzten Grafen von Cilli, Ulrich II. fielen dessen Besitztümer im Jahre 1456 an die Habsburger. Die letzte Besitzerin der Burg war Gräfin Ana, die Enkelin des Grafen Laval Nugent.
Die Burganlage befindet sich in Besitz der Republik Slowenien, soll aber im Juni des Jahres 2014 auf die Gemeinde Kostel übertragen werden, weil der Staat sich von einigen seiner Schlösser und Burgen trennen will, für die er keine Mittel zum Erhalt hat. Die Gemeinde selber jedoch ist hoch verschuldet. Mit etwa nur 680 Einwohnern liegt sie im Vergleich mit anderen Gemeinden Sloweniens an vierter Stelle der Pro-Kopf-Verschuldung. Die Anlage steht nun für 73.977 Euro zum Verkauf, obwohl vor ca. 10 Jahren noch eine Renovierung in Höhe von 6 Mio. Euro durch den Staat geplant war. Es wurden zwar Renovierungsarbeiten begonnen, aber bei der sog. 3. Bauphase beendet. Bisher sind weder Installationen noch Heizung vorhanden.

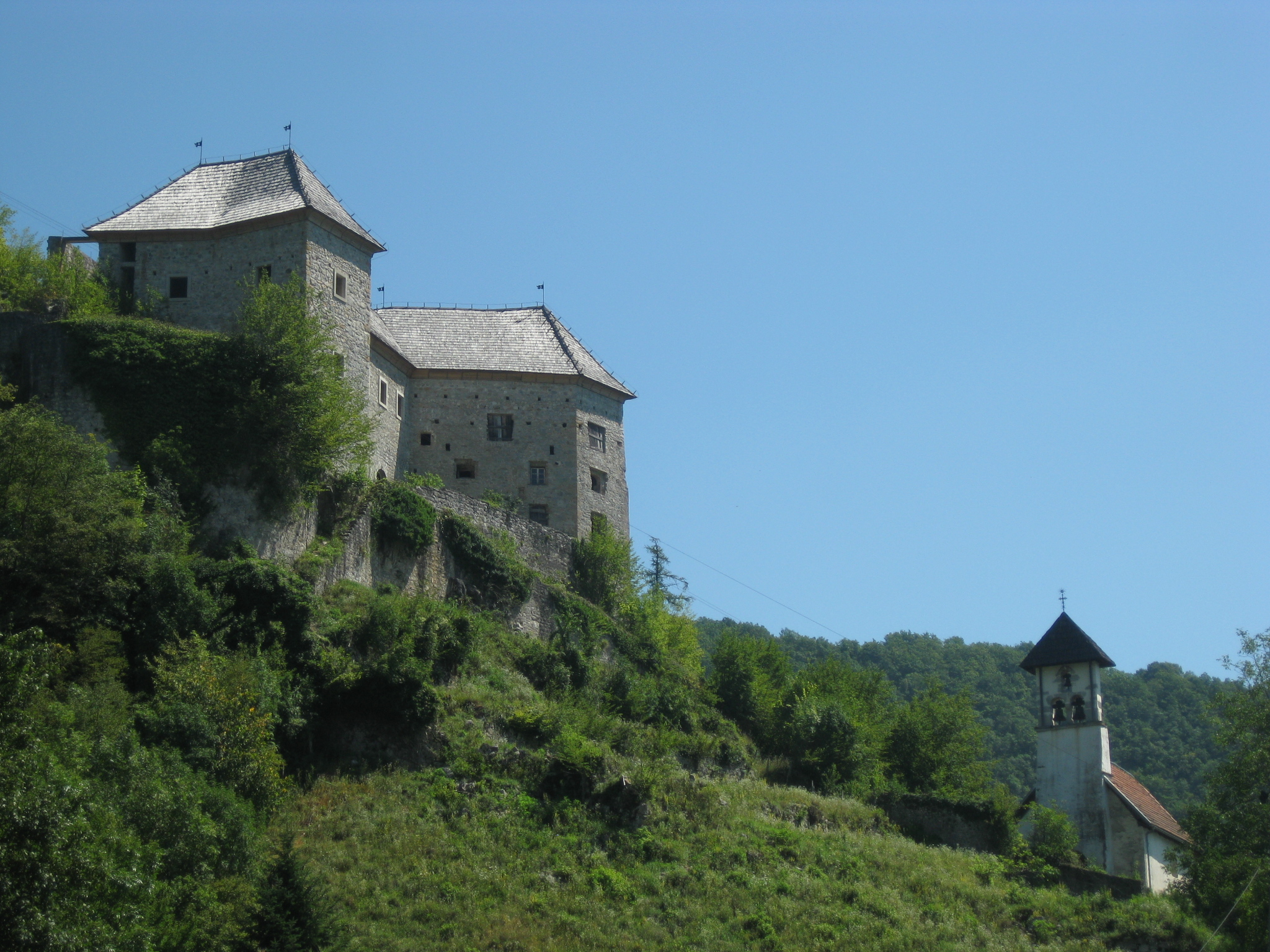
Burg Kostel (Grafenwarth)

## Ortschaften und Siedlungen der Gemeinde
Der Verwaltungssitz befindet sich in Vas.
1. Ajbelj, (dt. Aibel, auch Eibel)
2. Banja Loka, (dt. Bainloka)
3. Briga, (dt. Tiefenbach, auch Brieg)
4. Brsnik, (dt. Brisnik )
5. Colnarji, (dt. Zollnern)
6. Delač, (dt. Dellatz)
7. Dolenja Žaga, (dt. Unterschaga)
8. Dolenji Potok, (dt. Unterpottok, auch Unterbach)
9. Dren, (dt. Dreng)
10. Drežnik, (dt. Dröschnig)
11. Fara, (dt. Pfarre in der Unterkrain)
12. Gladloka, (dt. Glatlok)
13. Gorenja Žaga, (dt. Obersaag)
14. Gorenji Potok, (dt. Oberpottok, auch Oberbach)
15. Gotenc, (dt. Gottenz in der Krain)
16. Grgelj, (dt. Gergel in der Unterkrain)
17. Grivac, (dt. Griwatz)
18. Hrib pri Fari, (dt. Amberg, auch Hrib bei Pfarre)
19. Jakšiči, (dt. Unteralben, auch Jaxitz)
20. Jesenov Vrt, (dt. Jessenwerth )
21. Kaptol, (dt. Kaptol)
22. Kostel (Kostel), (dt. Grafenwarth in der Unterkrain)
23. Krkovo nad Faro, (dt. Kerkowo)
24. Kuželič
25. Kuželj, (dt. Kuschel in der Unterkrain )
26. Laze pri Kostelu, (dt. Lase in der Unterkrain, auch Gereuth)
27. Lipovec pri Kostelu, (dt. Lipowetz in der Unterkrain, auch Linden)
28. Mavrc, (dt. Meiersdorf bei Brisnik)
29. Nova Sela, (dt. Neusellen in Unterkrain, auch Neucastel)
30. Oskrt, (dt. Woschardsdorf, auch Oskert)
31. Padovo pri Fari, (dt. Padua bei Pfarre, auch Padau)
32. Petrina, (dt. Furth in der Unterkrain)
33. Pirče, (dt. Pirtsche)
34. Planina, (dt. Alben bei Grafenwarth)
35. Poden, (dt. Boden)
36. Podstene pri Kostelu, (dt. Steinwand in der Unterkrain)
37. Potok, (dt. Bach bei Grafenwarth)
38. Puc, (dt. Putz)
39. Rajšele, (dt. Raisele, auch Reischele)
40. Rake, (dt. Rake)
41. Sapnik, (dt. Sapnig)
42. Selo pri Kostelu, (dt. Dörfl, auch Sellen)
43. Slavski Laz, (dt. Windischreuther)
44. Srednji Potok, (dt. Mitterpottok, auch Mitterbach)
45. Srobotnik ob Kolpi, (dt. Gutenberg in der Unterkrain)
46. Stelnik, (dt. Stellnigg)
47. Stružnica, (dt. Strusnitz)
48. Suhor, (dt. Sucher, auch Suchor in der Unterkrain)
49. Štajer, (dt. Steyer in der Unterkrain)
50. Tišenpolj, (dt. Tischenpoll)
51. Vas, (dt. Dorf in der Unterkrain, auch Waß)
52. Vimolj, (dt. Wümall)
53. Vrh pri Fari, (dt. Berg bei Pfarre)
54. Zapuže pri Kostelu, (dt. Sapelsach, auch Sapusche bei Grafenwarth)

## Nachbargemeinden
| Osilnica | Kočevje                                     | Kočevje  |
| Kroatien | Kompassrose, die auf Nachbargemeinden zeigt | Kroatien |
| Kroatien | Kroatien                                    | Kroatien |